# Ones radiofòniques

Animació d'un dipol de mitja longitud d'ona radiant ones ràdio, mostrant les línies de camp elèctric. L'antena al centre està composta per dos fils metàl·lics verticals la longitud dels quals és la meitat de la longitud d'ona, als quals s'aplica un corrent altern al centre per part d'un transmissor ràdio (no mostrat). La tensió carrega els dos costats de l'antena alternadamente de manera positiva (+) i negativa (−). Les línies de camp elèctric (línies negres) surten de l'antena i viatgen a la velocitat de la llum; aquestes són les ones de ràdio. L'animació està considerablement ralentida.

 Les ones de ràdio son un tipus de radiació electromagnètica amb longituds d'ona en l'espectre electromagnètic més llarg que la llum infraroja. Les ones de ràdio es propaguen des de freqüències de 10 THz fins a 10 kHz, de les quals les longituds d'ona són des dels 100 micròmetres fins a 100 quilòmetres. Com totes les ones electromagnètiques si viatges pel buit o per l'aire, les ones de ràdio viatges a la velocitat de la llum (300.000 km/s). Les ones de ràdio poden ser creades de manera natural per fenòmens naturals com els llamps, o per objectes astronòmics. També poden ser generades de manera artificial i són utilitzades per comunicacions de ràdio fixa i móvil, radiofusió, radar i altres sistemes de navegació, satèl·lits de comunicacions, reds telemàtiques i moltes altres aplicacions. Les ones de ràdio están generades per transmisores ràdio i són rebudes per receptors ràdio. Per una altra banda, tenen característiques de propagació diferents en funció de la freqüència. Això vol dir que poden difractar-se al voltant d'obstacles com muntanyes i seguir el contorn de la terra (ones de superfície), les ones més curtes poden refrectar-se a la ionosfera i arribar a punts més enllà de l'horitzó (ones ionosfèriques), mentre que les longituds d'ona molt més curtes es difracten molt poc i viatgen en línia recta. Això es coneix com a propagació en línia de vista, així que les seves distàncies de propagació están limitades a l'horitzó visual.

Espectre de les ones electromagnètiques

Les ones de ràdio es propaguen des de freqüències de 10 THz fins a 10 kHz, les corresponents longituds dels quals d'ona són des dels 100 micròmetres (0.0039 polzades) fins als 100 quilòmetres (62 milles). Com totes les ones electromagnètiques si viatgen pel buit o per l'aire, les ones de ràdio viatgen a la velocitat de la llum.
Les ones de ràdio poden estar creades de manera natural per fenòmens naturals tals com llamps, o per objectes astronòmics. També poden ser generades de manera artificial i són utilitzades per comunicacions de ràdio fixa i móvil, radiofusió, radar i altres sistemes de navegació, satèl·lits de comunicacions, reds telemàtiques i altres moltes aplicacions.
Les ones de ràdio estan generades per transmissors ràdio i són rebudes per receptors ràdio. D'altra banda, tenen característiques de propagació diferents en funció de la freqüència. Això significa que poden difractar-se al voltant d'obstacles com a muntanyes i seguir el contorn de la terra (ones de superfície), les ones més curtes poden refractar-se en la ionosfera i aconseguir punts més enllà de l'horitzó (ones ionosféricas), mentre que longituds d'ona molt més curtes es difracten molt poc i viatgen en línia recta. Això es coneix com a propagació en línia de vista, així que les seves distàncies de propagació estan limitades a l'horitzó visual.

## Descobriment i explotació
Les ones de ràdio es van predir per primera vegada en un treball matemàtic realitzat en 1867 pel físic matemàtic escocès James Clerk Maxwell. Maxwell descobreix les propietats de la llum en forma d'ona i similituds en les observacions elèctriques i magnètiques. La seva teoria matemàtica, ara anomenada equacions de Maxwell, descrivia ones de llum i ones d'electromagnetisme que viatgen a l'espai, irradiades per una partícula carregada a mesura que experimenten una acceleració. En 1887, Heinrich Hertz va demostrar la realitat de les ones electromagnètiques de Maxwell en generar experimentalment ones de ràdio en el seu laboratori, demostrant que exhibien les mateixes propietats d'ona que la llum: ones estacionàries, refracció, difracció i polarització. Les ones de ràdio, originalment anomenadesones hertzianas, van ser utilitzades per primera vegada per a la comunicació a mitjan dècada de 1890 per Guglielmo Marconi, qui va desenvolupar els primers transmissors i receptors pràctics de rádio. El terme modernona de ràdio va reemplaçar el nom original ona hertziana al voltant de 1912.

## Velocitat, longitud d'ona i freqüència
Les ones de ràdio en el buit viatgen a la velocitat de la lum. Quan passen a través d'un medi material, s'alenteixen segons la permeabilitat d'aquest objecte. A l'atmosfera terrestre les ones de ràdio viatgen a velocitats pròximes a la de la llum gràcies a la primesa de l'aire.
La longitud d'ona és la distància des d'un pic del camp elèctric de l'ona (cresta de l'ona) al següent, i és inversament proporcional a la freqüència de l'ona. La distància que viatga una ona de ràdio en un segon, en el buit, és de 299.792.458 metres, que és la longitud d'ona d'una senyal de ràdio de 1 Hertz. Una senyal de ràdio de 1 megahertz té una longitud d'ona de 299.8 metres.

## Propagació
L'estudi de la propagació de ràdio, com es mouen les ones de ràdio a l'espai lliure i sobre la superfície de la Terra, és de vital importància en el disseny de sistemes de ràdio pràctics. Les ones de ràdio que passen per diferents entorns experimenten reflexió, refracció, polarització, difracció i absorció. Diferents freqüències experimenten diferents combinacions d'aquests fenòmens en l'atmosfera de la Terra, fent que certes bandes de ràdio siguin més útils per a propòsits específics que unes altres. Els sistemes de ràdio pràctics utilitzen principalment tres tècniques diferents de propagació de ràdio per comunicar-se: 
- Línia de visió: es refereix a les ones de ràdio que viatgen en línia recta des de l'antena transmisora a l'antena receptora. No requereix necessàriament un camí buidat; En freqüències més baixes, les ones de ràdio poden passar a través d'edificis, fullatge i altres obstruccions. Aquest és l'únic mètode de propagació possible en freqüències superiors a 30 MHz. En la superfície de la Terra, la propagació de la línia de visió està limitada per l'horitzó visual a aproximadament 64 km (40 el meu). Aquest és el mètode utilitzat pels telèfons cel·lulars, transmissions d'FM, televisió i radar. En utilitzar antenes parabòliques per transmetre feixos de microones, els enllaços de relé de microones punt a punt transmeten senyals de televisió i telèfon a través de llargues distàncies fins a l'horitzó visual. Les estacions terrestres poden comunicar-se amb satèl·lits i naus espacials a milers de milions de milles de la Terra.
- Propagació indirecta: les ones de ràdio poden aconseguir punts més enllà de la línia de visió per difracció i reflexió. La difracció permet que una ona de ràdio es doblegui al voltant d'obstruccions com la vora d'un edifici, un vehicle o un gir en una sala. Les ones de ràdio també es reflecteixen en superfícies com a parets, pisos, sostres, vehicles i el sòl. Aquests mètodes de propagació es produeixen en sistemes de comunicació per ràdio de curt abast, com a telèfons cel·lulars, telèfons sense fils, walkie-talkies i xarxes sense fils. Un inconvenient d'aquesta manera és la propagació multirruta, en la qual les ones de ràdio viatgen des de l'antena transmisora a la receptora a través de múltiples rutes. Les ones interfereixen, sovint causant esvaïment i altres problemes de recepció.
- Ones terrestres: en freqüències inferiors a 2 MHz, en les bandes d'ona mitjana i ona llarga, a causa de la difracció, les ones de ràdio polaritzades verticalment poden doblegar-se sobre pujols i muntanyes i propagar-se més enllà de l'horitzó, viatjant com a ones superficials que segueixen el contorn de la Terra. Això permet que les estacions de transmissió d'ona mitjana i ona llarga tinguin àrees de cobertura més enllà de l'horitzó, a centenars de milles. A mesura que la freqüència disminueix, les pèrdues disminueixen i el rang assolible augmenta. Els sistemes de comunicacions militars de molt baixa freqüència (VLF) i extremadament baixa freqüència (ELF) poden comunicar-se en la major part de la Terra i amb submarins a centenars de peus sota l'aigua.
- Ones del cel: en les ones d'ona mitjana i ona curta, les ones de ràdio es reflecteixen en les capes conductores de partícules carregades (ions) en una part de l'atmosfera anomenada ionosfera. Així que les ones de ràdio dirigides en angle cap al cel poden tornar a la Terra més enllà de l'horitzó; Això es denomina propagació skip o skywave. Mitjançant l'ús de múltiples salts, la comunicació a distàncies intercontinentals es pot aconseguir. La propagació de Skywave és variable i depèn de les condicions atmosfèriques; És més confiable a la nit i a l'hivern. Àmpliament utilitzat durant la primera meitat del segle xx, a causa de la seva falta de fiabilitat, la comunicació amb ones celestes s'ha abandonat en la seva majoria. Els usos restants són els sistemes de radar militars sobre l'horitzó (OTH), alguns sistemes automatitzats, els radioaficionats i les estacions de transmissió d'ona curta per transmetre a altres països.

## Comunicació de ràdio
En els sistemes de comunicació per ràdio, la informació es transporta a través de l'espai utilitzant ones de ràdio. En l'extrem d'enviament, la informació a ser enviada, en forma d'un senyal elèctric variable en el temps, s'aplica a un transmissor de ràdio. El senyal d'informació pot ser un senyal d'àudio que representa el so d'un micròfon, un senyal de vídeo que representa imatges en moviment d'una càmera de vídeo o un senyal digital que representa dades d'una computadora. En el transmissor, un oscil·lador electrònic genera un corrent altern que oscil·la a una freqüència de ràdio, anomenada portadora perquè serveix per transportar la informació a través de l'aire. El senyal d'informació s'utilitza per modular el portador, alterant algun aspecte del mateix, combinant la informació del portador. La portadora modulada s'amplifica i s'aplica a una antena. El corrent oscil·lant empeny els electrons en l'antena cap endavant i cap enrere, creant camps elèctrics i magnètics oscil·lants, que irradien l'energia lluny de l'antena com a ones de ràdio. Les ones de ràdio porten la informació a la ubicació del receptor.
En el receptor, els camps elèctrics i magnètics oscil·lants de l'ona de ràdio entrant empenyen els electrons de l'antena receptora cap endavant i cap enrere, creant una petita tensió oscil·lant que és una rèplica més feble del corrent en l'antena transmissora. Aquesta tensió s'aplica al receptor de ràdio, que extreu el senyal d'informació. El receptor primer utilitza un filtre de pas de banda per separar el senyal de ràdio de l'estació de ràdio desitjada de tots els altres senyals de ràdio captades per l'antena, després amplifica el senyal perquè sigui més fort i després finalment extreu el senyal de modulació que conté informació en un demodulador. El senyal recuperat s'envia a un altaveu o audiòfon per produir so, o una pantalla de televisió per produir una imatge visible o altres dispositius. Un senyal de dades digitals s'aplica a una computadora o microprocessador, que interactua amb un usuari humà.
Les ones de ràdio de molts transmissors passen a través de l'aire simultàniament sense interferir entre si. Es poden separar en el receptor perquè les ones de ràdio de cada transmissor oscil·len a una velocitat diferent, en altres paraules, cada transmissor té una freqüència diferent, mesura en kilohertz (kHz), megahertz (MHz) o gigahertz (GHz). El filtre de pas de banda en el receptor consisteix en un circuit sintonitzat que actua com un ressonador, de manera similar a un diapasó. Té una freqüència de ressonància natural a la qual oscil·la. La freqüència de ressonància s'estableix igual a la freqüència de l'estació de ràdio desitjada. El senyal de ràdio oscil·lant de l'estació desitjada fa que el circuit sintonitzat oscil·li en simpatia, i pansa el senyal a la resta del receptor. Els senyals de ràdio en altres freqüències estan bloquejades pel circuit sintonitzat i no es transmeten.

## Efectes biològics i ambientals
Les ones de ràdio són radiació no ionitzant, la qual cosa significa que no tenen suficient energia per separar els electrons dels àtoms o molècules, ionitzar-los o trencar enllaços químics, la qual cosa provoca reaccionis químiques o danys en l'ADN. El principal efecte de l'absorció de les ones de ràdio pels materials és escalfar-los, de manera similar a les ones infraroges irradiades per fonts de calor com un escalfador d'espai o foc de llenya. El camp elèctric oscil·lant de l'ona fa que les molècules polars vibrin d'un costat a un altre, augmentant la temperatura; Així és com un forn de microones cuina el menjar. No obstant això, a diferència de les ones infraroges, que s'absorbeixen principalment en la superfície dels objectes i causen l'escalfament de la superfície, les ones de ràdio poden penetrar en la superfície i dipositar la seva energia dins dels materials i teixits biològics. La profunditat a la qual penetren les ones de ràdio disminueix amb la seva freqüència i també depèn de la resistivitat i permitivitat del material; ve donat per un paràmetre anomenat profunditat de la pell del material, que és la profunditat dins de la qual es diposita el 63 % de l'energia. Per exemple, les ones de ràdio de 2.45 GHz (microones) en un forn de microones penetren en la majoria dels aliments aproximadament de 2,5 a 3,8 cm (1 a 1,5 polzades). Les ones de ràdio s'han aplicat al cos durant 100 anys en la teràpia mèdica de la diatèrmia per a l'escalfament profund del teixit corporal, per promoure un augment del flux sanguini i la curació. Més recentment, s'han utilitzat per crear temperatures més altes en el tractament d'hipertèrmia, per matar les cèl·lules canceroses. Mirar una font d'ones de ràdio a curta distància, com la guia d'ona d'un transmissor de ràdio en funcionament, pot causar danys en la lent de l'ull en escalfar-se. Un feix suficientment fort d'ones de ràdio pot penetrar en l'ull i escalfar la lent prou com per causar cataractes.
Atès que l'efecte d'escalfament no és, en principi, diferent d'altres fonts de calor, la majoria de les recerques sobre els possibles riscos per a la salut de l'exposició a les ones de ràdio s'han centrat en els efectesno tèrmics; si les ones de ràdio tenen algun efecte en els teixits a més del causat per l'escalfament. La radiació electromagnètica ha estat classificada per l'Agència Internacional per a la Recerca del Càncer (IARC, per les seves sigles en anglès) compossiblement cancerígen per als humans. Es va identificar l'evidència possible de risc de càncer a través de l'exposició personal a RF-EMF amb l'ús de telèfons mòbils.
Les ones de ràdio poden protegir-se contra una fulla o pantalla de metall conductor, un recinte de fulla o pantalla s'anomena gàbia de Faraday. Una pantalla de metall protegeix contra les ones de ràdio, així com una fulla sòlida, sempre que els forats a la pantalla siguin més petits que aproximadament 1/20 de la longitud d'ona de les ones.

## Medició
Atès que la radiació de radiofreqüència té components elèctrics i magnètics, sovint és convenient expressar la intensitat del camp de radiació en termes d'unitats específiques per a cada component. La unitat de volts per metre (V / m) s'usa per al component elèctric, i la unitat d'amperes per metre (A / m) s'usa per al component magnètic. Es pot parlar d'un camp electromagnètic, i aquestes unitats s'utilitzen per proporcionar informació sobre els nivells d'intensitat del camp elèctric i magnètic en una ubicació de mesurament.